# Azerbaycanfilm
Azerbaycanfilm (in azero Azərbaycanfilm) è una casa di produzione cinematografica azera con sede a Baku.

## Storia
Fu fondata nel 1920 come dipartimento di fotocinematografia del Commissariato del popolo all'istruzione della RSS Azera. Negli anni lo studio ha cambiato più volte il proprio nome. Nel 1923 fu rinominato "Ufficio foto-cinema azero", nel 1926 "Cinema di Stato dell'Azerbaigian" (Azdövlətkino), nel 1930 "Cinema d'Azerbaigian" (Azkino), nel 1933 "Azfilm", nel 1934 "Industria del cinema di Stato dell'Azerbaigian" (Azdövlətkinosenaye), nel 1935 Azərfilm e nel 1941 "Studio del Cinema di Baku" (Bakı Kinostudiyası). Nel 1960 lo studio ebbe la denominazione attuale e fu intitolato al poeta Cəfər Cabbarlı. 
Lo studio cinematografico è sottoposto alla vigilanza del Ministero della Cultura dell'Azerbaigian.